# 蒙特莱昂内萨比诺
蒙特莱昂内萨比诺（義大利語：Monteleone Sabino），是意大利列蒂省的一个市镇。总面积18.86平方公里，人口1290人，人口密度68.4人/平方公里（2009年）。ISTAT代码为057041。